# Alipheros
Alipheros (altgriechisch Ἀλίφηρος Alíphēros) oder Halipheros (Ἁλίφηρος Halíphēros) ist eine Person der griechischen Mythologie.
In der Bibliotheke des Apollodor wird er als einer der fünfzig ruchlosen Söhne des arkadischen Königs Lykaon vorgestellt, die dem Zeus als Gastmahl das Fleisch eines getöteten Jungen vorsetzen. Zeus erschlägt Lykaon und seine Söhne daraufhin mit einem Blitz.
Pausanias berichtet, dass die Söhne des Lykaon als Gründer verschiedener arkadischer Städte galten, Alipheros wurde dabei als eponymer Heros der Stadt Aliphera angesehen.